# Karl Joseph Hiernle

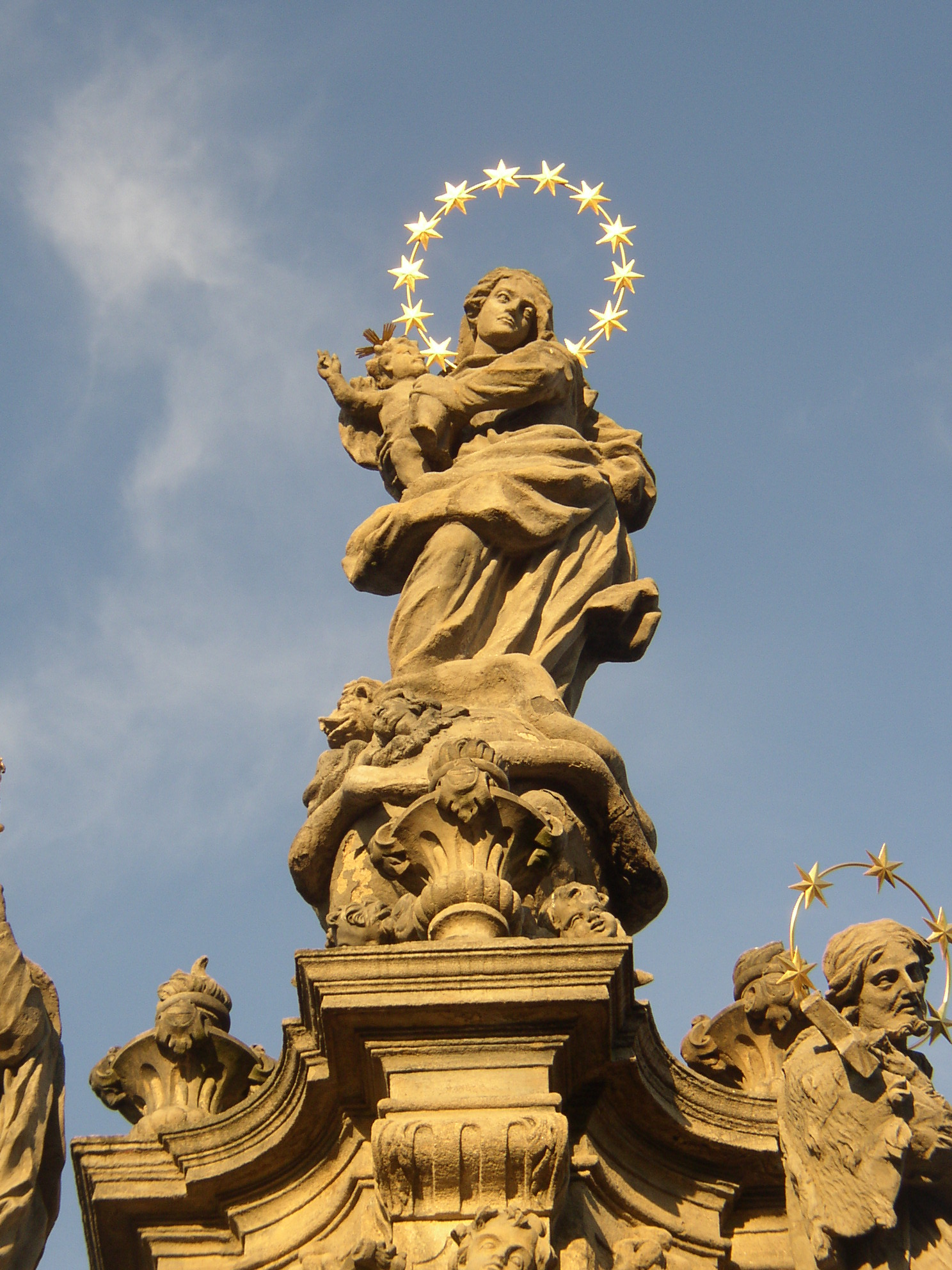
Kolumna maryjna w Kladnie (fragment)

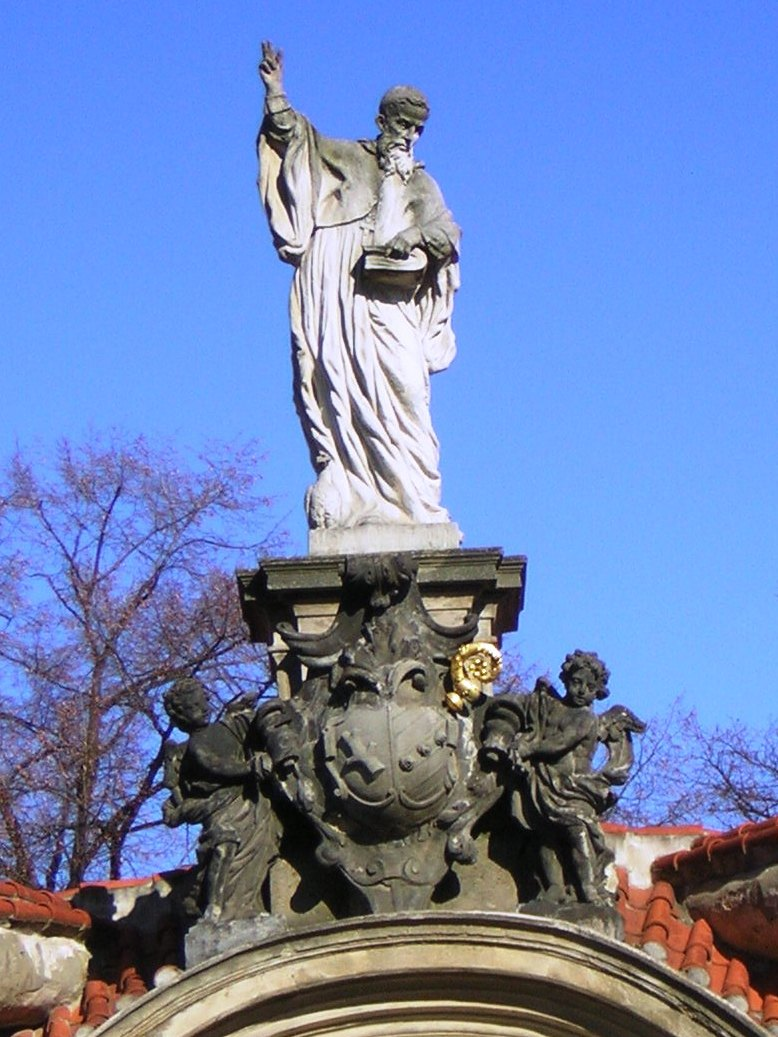
Figura św. Benedykta w Břevnowie

Karl Joseph Hiernle także Carl Joseph Hiernle (ur. 1693 w Pradze; zm. 7 lutego 1748 tamże) – czeski rzeźbiarz.
Karl Joseph Hiernle pochodził zapewne od ojca Johanna z rodziny rzeźbiarskiej z Landshut i od matki Marie Magdaleny z rodziny czeskiej. Przypuszczalnie kształcił się w warsztatach Ferdynanda Maksymiliana Brokoffa i Mathiasa Wenzela Jäckela w Pradze. Na zlecenie od broumovskiego opata Othmara Daniela Zinkego wykonywał rzeźby dla klasztorów w Legnickim Polu, Broumovie, Břevnovie i w rezydencjach benedyktyńskich w Hrdlach i w Kladnie.
Jego synem był rzeźbiarz Franz Hiernle, czynny głównie na Morawach.

## Prace
- Kościół św. Jadwigi przy klasztorze w Legnickim Polu – kamienne i drewniane figury na fasadzie, ołtarz główny, prospekt organowy (1728–1730)
- Broumov – Chrystus na górze Oliwnej i Nawiedzenie (1730)
- Břevnov:
  - figura św. Benedykta s aniołami i herbem klasztora, nad bramą portalu (1740)
  - figura św. Jana Nepomuckiego z aniołami przed kościołem św. Małgorzaty
  - modeletto rzeźby Niepokalanej Dziewicy Marii (1740)
- Žižice, okres Kladno – rzeźba św. Prokopa (1741)
- Hrdly – rzeźba św. Benedykta (1745)
- Kladno:
  - kolumna maryjna (1741)
  - figury św. benedyktyniek w kościele parafialnym